# Autostrasse A23 (Schweiz)
Die Schweizer Autobahn A23  beziehungsweise Autostrasse A23, auch Bodensee-Thurtalstrasse, beginnt bei Müllheim bei Frauenfeld an der A7 und führt über Weinfelden, Amriswil, Romanshorn und Arbon zur Verzweigung Meggenhus bei Rorschach an der A1. Sie ist Teil der Nationalstrasse 23.
Der Grossteil dieser Autostrasse, auch bekannt als Bodensee-Thurtalstrasse und Oberlandstrasse, befindet sich noch im Planungsstadium.

## Geschichte
Vor 2020 hiess das erste Teilstück bei Müllheim T14, das Teilstück bei Meggenhus A1.1. Seit der Übernahme ins Nationalstrassennetz werden diese Teilstücke als A23 bezeichnet.
Am 25. September 2005 fand eine kantonale Abstimmung zur Erweiterung der damaligen T14 statt, die mit 52 %-Nein-Stimmen abgelehnt wurde. Am 23. September 2012 fand eine erneute Abstimmung zu einem leicht modifizierten Projekt statt, das gutgeheissen wurde. Unter der Federführung der ASTRA soll die Bodensee-Thurtalstrasse (BTS) gebaut werden. Es ist als Autostrasse mit einer Höchstgeschwindigkeit von 80 bis 100 km/h projektiert, welche die heute bestehende Lücke der A23 komplettieren soll.